# Aleksandr Krivoruchko
Bản mẫu:Eastern Slavic name
Aleksandr Yuryevich Krivoruchko (tiếng Nga: Александр Юрьевич Криворучко; sinh ngày 23 tháng 9 năm 1984) là một thủ môn bóng đá người Nga. Anh thi đấu cho FC SKA-Khabarovsk.

## Sự nghiệp
Anh được bầu chọn là Cầu thủ xuất sắc nhất năm của Lokomotiv-2 năm 2009. Ngày 5 tháng 2 năm 2010, Krivoruchko được đẩy lên đội chính của Lokomotiv. Vào ngày 21 tháng 12 năm 2010, anh rời khỏi câu lạc bộ.
Krivoruchko ký hợp đồng với Fakel Voronezh vào tháng 1 năm 2014. Vào ngày 2 tháng 7 năm 2014, Krivoruchko ký bản hợp đồng 2 năm cùng với Anzhi Makhachkala.

## Thống kê sự nghiệp
Tính đến 4 tháng 3 năm 2018
| Câu lạc bộ            | Mùa giải             | Giải vô địch                | Giải vô địch | Giải vô địch | Cúp     | Cúp       | Châu lục | Châu lục  | Tổng cộng | Tổng cộng |
| Câu lạc bộ            | Mùa giải             | Hạng đấu                    | Số trận      | Bàn thắng    | Số trận | Bàn thắng | Số trận  | Bàn thắng | Số trận   | Bàn thắng |
| --------------------- | -------------------- | --------------------------- | ------------ | ------------ | ------- | --------- | -------- | --------- | --------- | --------- |
| Lokomotiv Moskva      | 2001                 | Giải bóng đá ngoại hạng Nga | 0            | 0            | 0       | 0         | 0        | 0         | 0         | 0         |
| Lokomotiv Moskva      | 2002                 | Giải bóng đá ngoại hạng Nga | 0            | 0            | 0       | 0         | 0        | 0         | 0         | 0         |
| Lokomotiv Moskva      | 2003                 | Giải bóng đá ngoại hạng Nga | 0            | 0            | 0       | 0         | 0        | 0         | 0         | 0         |
| Vityaz Podolsk        | 2004                 | PFL                         | 26           | 0            | 1       | 0         | –        | –         | 27        | 0         |
| Lokomotiv Moskva      | 2005                 | Giải bóng đá ngoại hạng Nga | 0            | 0            | 0       | 0         | 0        | 0         | 0         | 0         |
| Spartak Nalchik       | 2006                 | Giải bóng đá ngoại hạng Nga | 0            | 0            | 1       | 0         | –        | –         | 1         | 0         |
| Vityaz Podolsk        | 2007                 | PFL                         | 3            | 0            | 2       | 0         | –        | –         | 5         | 0         |
| Vityaz Podolsk        | Tổng cộng (2 spells) | Tổng cộng (2 spells)        | 29           | 0            | 3       | 0         | 0        | 0         | 32        | 0         |
| SOYUZ-Gazprom Izhevsk | 2007                 | PFL                         | 11           | 0            | –       | –         | –        | –         | 11        | 0         |
| Gazovik Orenburg      | 2008                 | PFL                         | 5            | 0            | 4       | 0         | –        | –         | 9         | 0         |
| Lokomotiv-2 Moskva    | 2009                 | PFL                         | 23           | 0            | 1       | 0         | –        | –         | 24        | 0         |
| Lokomotiv Moskva      | 2010                 | Giải bóng đá ngoại hạng Nga | 0            | 0            | 0       | 0         | 0        | 0         | 0         | 0         |
| Lokomotiv Moskva      | Tổng cộng (3 spells) | Tổng cộng (3 spells)        | 0            | 0            | 0       | 0         | 0        | 0         | 0         | 0         |
| Salyut Belgorod       | 2011–12              | PFL                         | 21           | 0            | 0       | 0         | –        | –         | 21        | 0         |
| Salyut Belgorod       | 2012–13              | FNL                         | 27           | 0            | 2       | 0         | –        | –         | 29        | 0         |
| Salyut Belgorod       | 2013–14              | FNL                         | 22           | 0            | 1       | 0         | –        | –         | 23        | 0         |
| Salyut Belgorod       | Tổng cộng            | Tổng cộng                   | 70           | 0            | 3       | 0         | 0        | 0         | 73        | 0         |
| Fakel Voronezh        | 2013–14              | PFL                         | 10           | 0            | –       | –         | –        | –         | 10        | 0         |
| Anzhi Makhachkala     | 2014–15              | FNL                         | 3            | 0            | 1       | 0         | –        | –         | 4         | 0         |
| Anzhi Makhachkala     | 2015–16              | Giải bóng đá ngoại hạng Nga | 1            | 0            | –       | –         | –        | –         | 1         | 0         |
| Anzhi Makhachkala     | Tổng cộng            | Tổng cộng                   | 4            | 0            | 1       | 0         | 0        | 0         | 5         | 0         |
| Tom Tomsk             | 2015–16              | FNL                         | 11           | 0            | –       | –         | –        | –         | 11        | 0         |
| SKA-Khabarovsk        | 2016–17              | FNL                         | 23           | 0            | 0       | 0         | –        | –         | 23        | 0         |
| SKA-Khabarovsk        | 2017–18              | Giải bóng đá ngoại hạng Nga | 3            | 0            | 3       | 0         | –        | –         | 6         | 0         |
| SKA-Khabarovsk        | Tổng cộng            | Tổng cộng                   | 26           | 0            | 3       | 0         | 0        | 0         | 29        | 0         |
| Tổng cộng sự nghiệp   | Tổng cộng sự nghiệp  | Tổng cộng sự nghiệp         | 189          | 0            | 16      | 0         | 0        | 0         | 205       | 0         |